# El Golfo (Lanzarote)
El Golfo ist ein kleiner Küstenort im Südwesten der zu Spanien gehörigen Kanareninsel Lanzarote. Er gehört zur Gemeinde Yaiza, hat 172 Einwohner (2011) und ist wegen seiner Fischrestaurants bei Touristen beliebt.

## Krater und Lagune

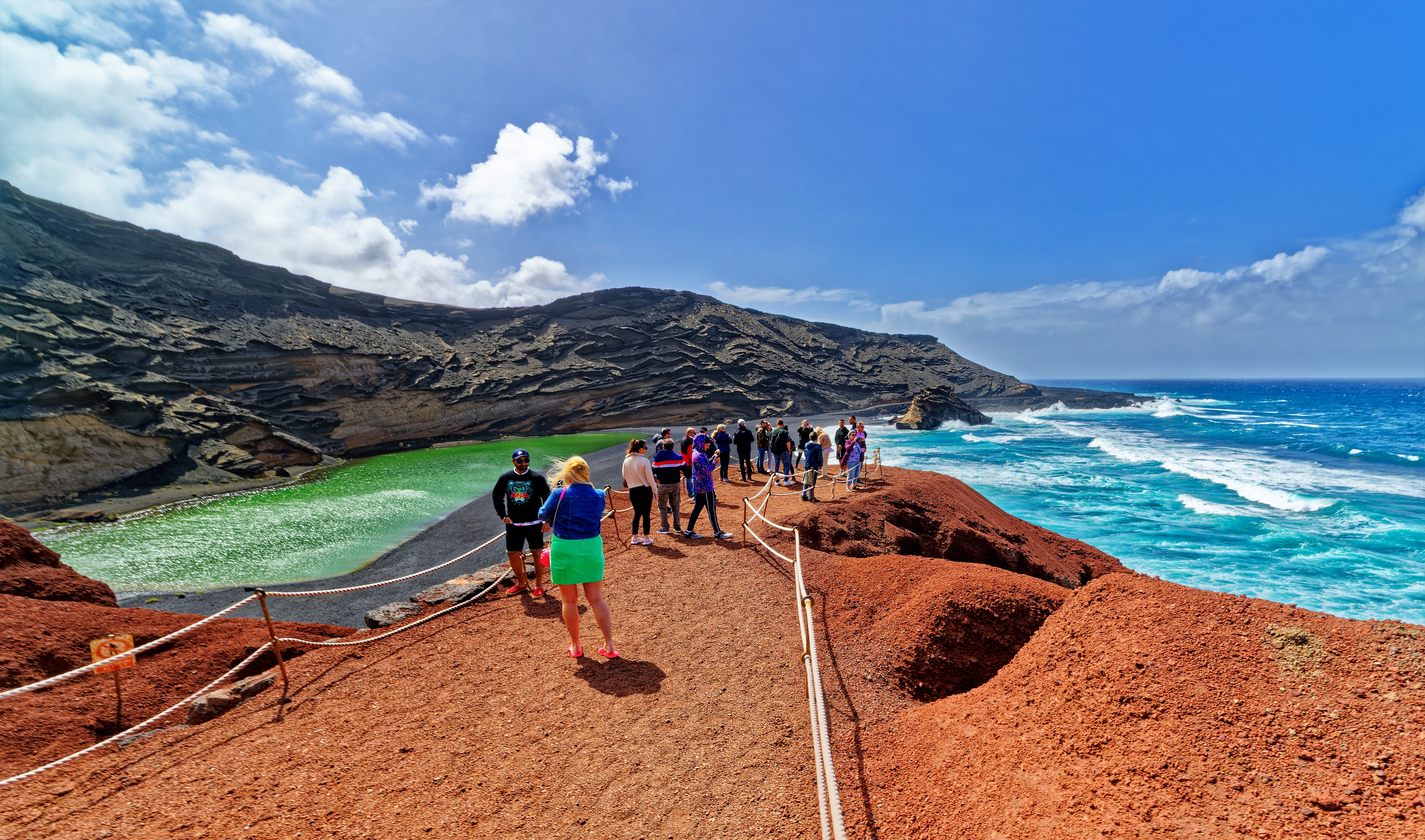
Vulkankrater und Lagune bei El Golfo

Südlich des ehemaligen Fischerdörfchens El Golfo befindet sich eine der bekanntesten Sehenswürdigkeiten der Insel Lanzarote. Es ist der teilweise im Meer versunkene Krater des Vulkans Montaña de Golfo, in dem sich eine Lagune gebildet hat, die etwa 50 Meter von der Küste entfernt liegt. Die markante grüne Farbe der Lagune entsteht durch einzellige Algen, die sich dem hohen Salzgehalt des Sees angepasst haben. Durch unterirdische Verbindungen zum Meer strömt Meerwasser in die Lagune nach und sorgt für ständigen Ausgleich. Dieses Gleichgewicht der Natur ist seit einigen Jahren aus unbekannten Gründen gestört. Die inzwischen abgesperrte grüne Lagune verdunstet immer mehr und besitzt heute nur noch einen Bruchteil ihrer ursprünglichen Größe. Der Kratersee wird Charco Verde (grüner Teich) oder auch Charco de los Clicos genannt. Letzterer Name stammt von einer essbaren Art Meeresfrüchten, den Clicos, die früher gehäuft an diesem Ort vorkamen.
Der Vulkankrater ist ein seltenes Beispiel des Hydrovulkanismus, der meistens an der Küste vorkommt. Beim Zusammentreffen von Magma und Wasser entsteht durch eine phreatomagmatische Explosion ein Tuffring, wie er hier zu sehen ist. Besonders gut zu sehen ist der Krater von dem auf der Südseite des Dorfes befindlichen Aussichtsplateau aus. Das offene Halbrund des Kraters bildet zugleich eine zum Meer hin offene Bucht mit schwarzem Lavasand, in dem man durchsichtig-hellgrünen Olivin findet, ein aus dem Erdmantel stammendes Mineral, aus dem auch Schmucksteine hergestellt werden.

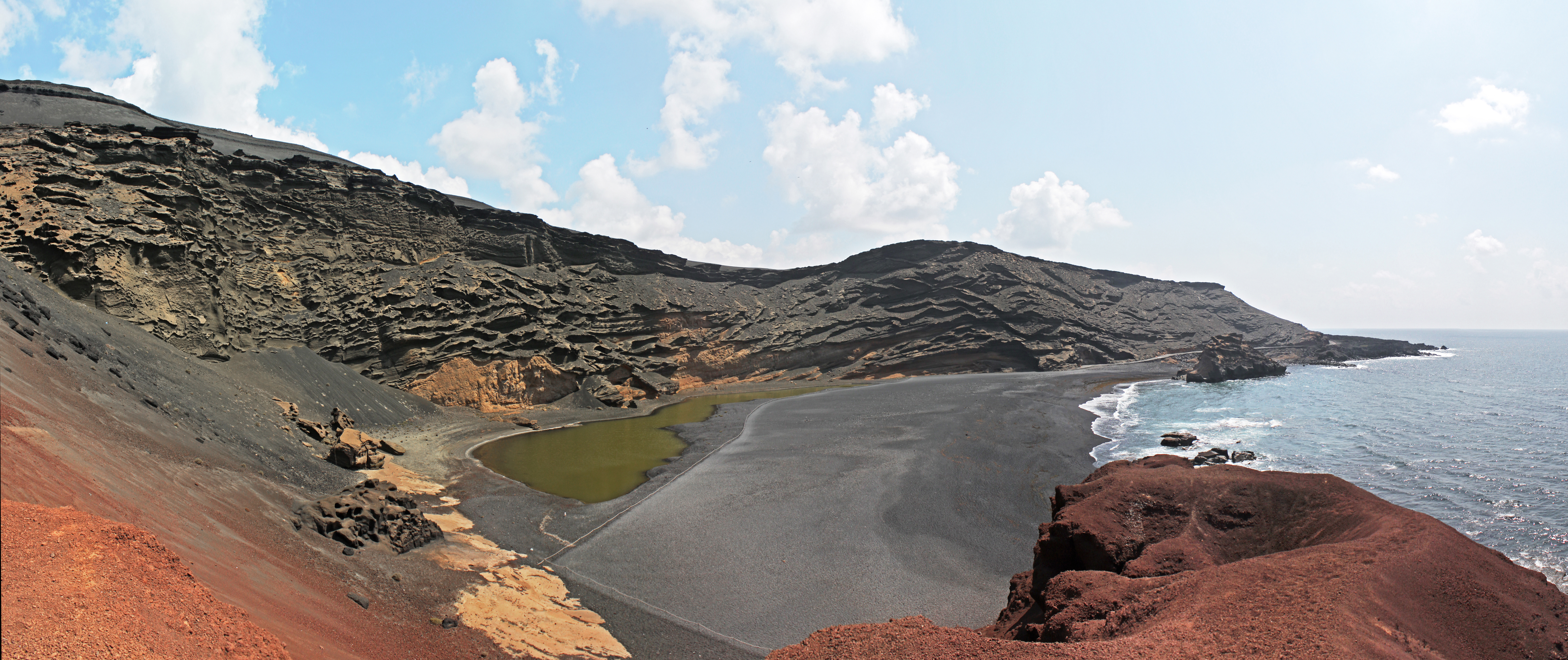
Charco de los Clicos vor …
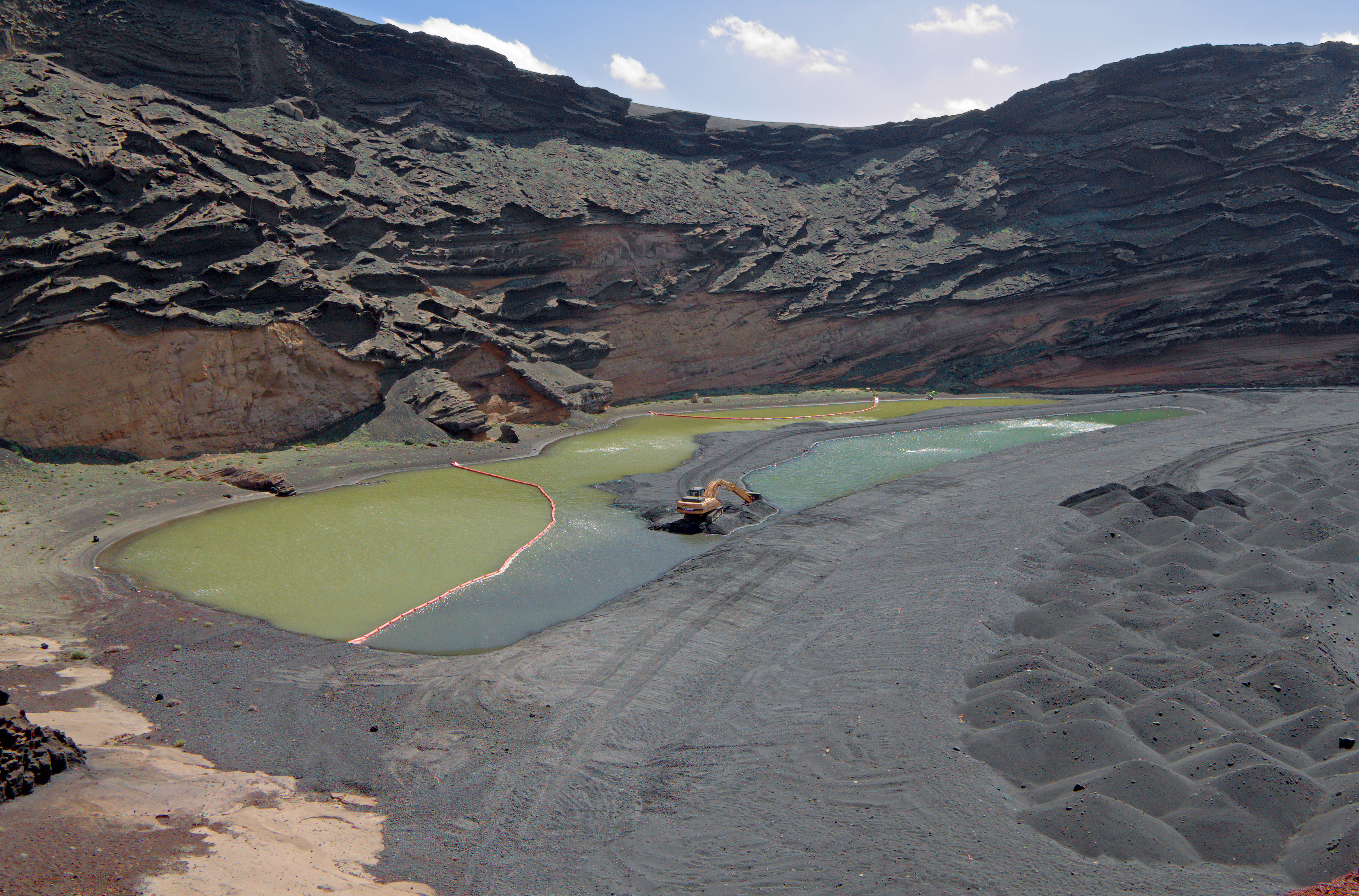
… während (2015/2016) …
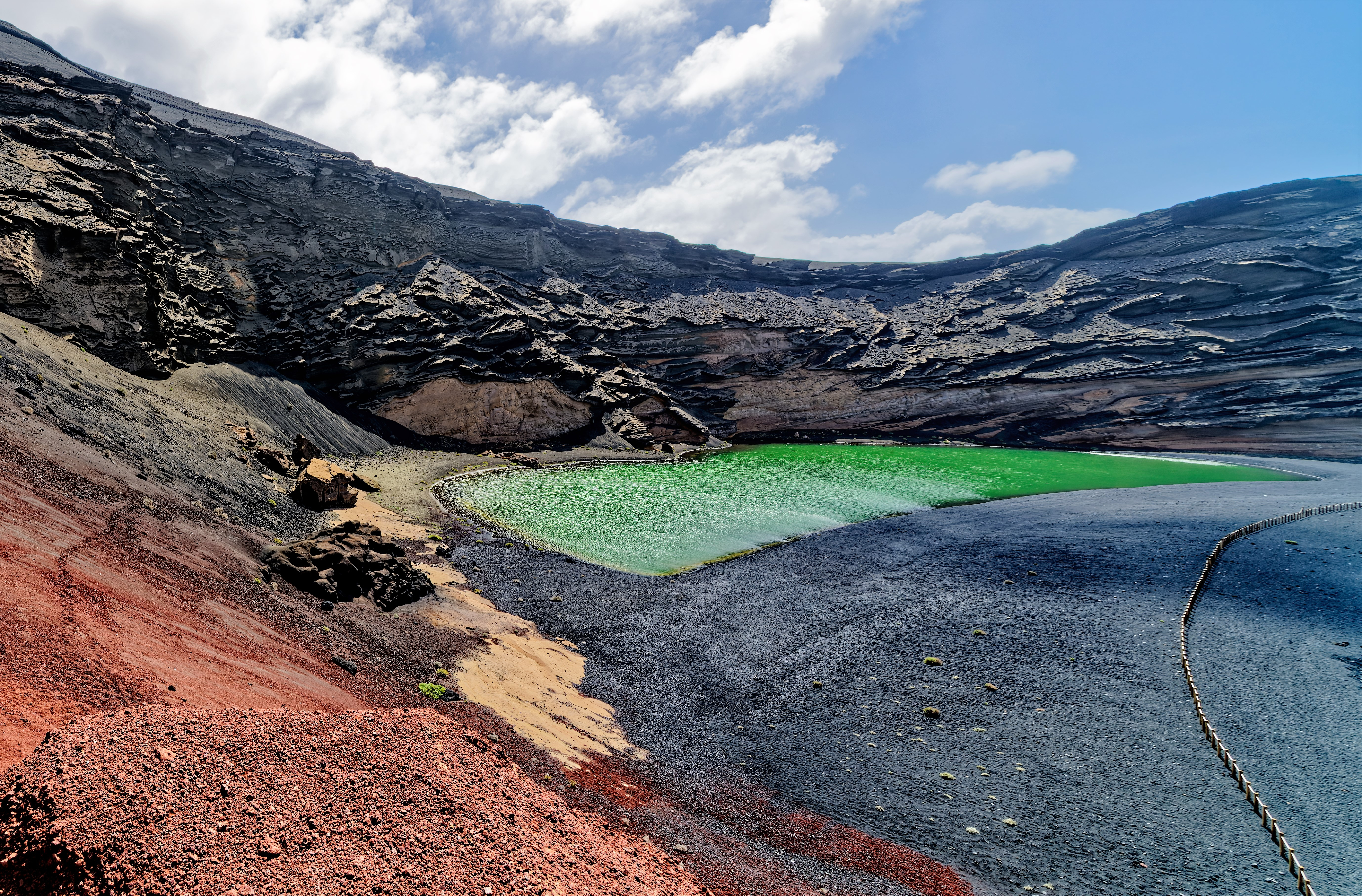
… und nach den Sanierungsarbeiten

## Küstenwanderweg

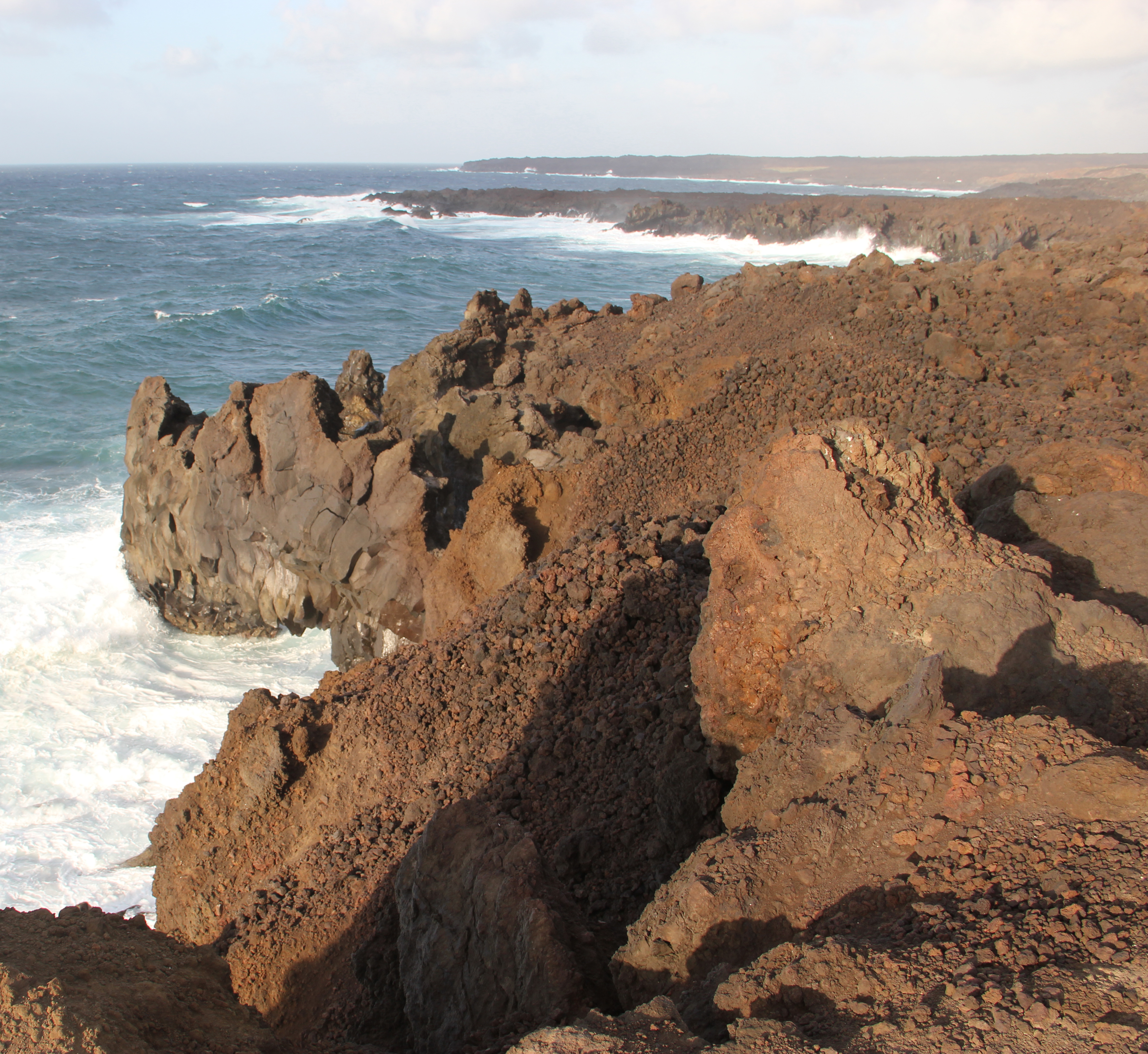
Küstenlinie im Nationalpark Timanfaya

Am nördlichen Ortsrand von El Golfo beginnt die Ruta del Litoral (dt. Küstenroute), ein in den 1990er Jahren angelegter Wanderweg, der auf einer Länge von zwölf Kilometer entlang der Küste bis zur Playa de Madeira verläuft. Die Strecke führt durch eine von Vulkanausbrüchen im 18. und 19. Jahrhundert geschaffene stark zerklüftete Küstenlinie. Das Gebiet wurde 1974 zum Nationalpark Timanfaya erklärt, es ist der einzige Wanderweg in dem Schutzgebiet, der auf eigene Faust begangen werden kann.